# پپه مل
پپه مل (اسپانیایی: Pepe Mel‎؛ زادهٔ ۲۸ فوریهٔ ۱۹۶۳) یک بازیکن و سرمربی فوتبال اهل اسپانیا است.
از باشگاه‌هایی که در آن بازی کرده‌است می‌توان به گرانادا، ختافه، باشگاه فوتبال رئال مادرید سی، باشگاه فوتبال اوساسونا، رئال بتیس و رئال مادرید کاستیا اشاره کرد.